# Форт-Грили (Аляска)
Форт-Грили (англ. Fort Greely) — статистически обособленная местность в зоне переписи населения Саутист-Фэрбанкс, штат Аляска, США. Население по данным переписи 2010 года составляет 539 человек.

## География
Деревня расположена примерно в 161 км к юго-востоку от Фэрбанкса и в 8 км к югу от города Делта-Джанкшен. Через Форт-Грили проходит трасса Ричардсона.
Площадь статистически обособленной местности составляет 439,6 км², из которых 438,7 км² — суша и 0,9 км² — открытые водные пространства.

## Население
По данным переписи 2000 года, население обособленной местности составляло 461 человек. Расовый состав: белые — 65,73 %; афроамериканцы — 19,74 %; коренные американцы — 1,30 %; азиаты — 1,30 %; народности островов Тихого океана — 1,95 %; представители других рас — 3,69 % и представители двух и более рас — 6,29 %. Доля лиц латиноамериканского происхождения любой расы — 15,40 %.
Из 126 домашних хозяйств в 73,8 % — воспитывали детей в возрасте до 18 лет, 80,2 % представляли собой совместно проживающие супружеские пары, в 7,1 % семей женщины проживали без мужей, 11,1 % не имели семьи. 11,1 % от общего числа семей на момент переписи жили самостоятельно, при этом 0 % составили одинокие пожилые люди в возрасте 65 лет и старше. В среднем домашнее хозяйство ведут 3,25 человек, а средний размер семьи — 3,53 человек.
Доля лиц в возрасте младше 18 лет — 38,6 %; лиц в возрасте от 18 до 24 лет — 16,1 %; от 25 до 44 лет — 43,4 %; от 45 до 64 лет — 2,0 % и лиц старше 65 лет — 0 %. Средний возраст населения — 23 года. На каждые 100 женщин приходится 115,4 мужчин; на каждые 100 женщин в возрасте старше 18 лет — 119,4 мужчин.
Средний доход на домашнее хозяйство составляет $33 750; средний доход на семью — $32 969. Средний доход на душу населения — $12 368.

## Военная база
В Форт-Грили находится военная база, где размещены противоракеты системы Ground-based Midcourse Defense.